# Ritratto di un vecchio gentiluomo
Il Ritratto di un vecchio gentiluomo è un dipinto su tavola (33,3x27,3cm) di Vincenzo Foppa del 1495-1500, proveniente dalla John G. Johnson Collection, nel 1917, e conservato al Philadelphia Museum of Art di Filadelfia.

## Storia e descrizione
L'opera si presenta come un perfetto ritratto di profilo di un uomo anziano che si staglia sullo sfondo nero. Dalla foggia sia del cappello che dell'abito, si deduce che è la raffigurazione di un nobile milanese vissuto nel XV secolo non ben identificato.
Il dipinto non conserva le sue misure iniziali: originariamente il ritratto aveva una maggiore ampiezza sia del busto che del capo. Probabilmente è stato ridotto per poter essere inserito nella cornice.